# 东蒙镇
东蒙镇，原为南张庄乡，是中华人民共和国山東省临沂市费县下辖的一个乡镇级行政单位。2018年撤乡设镇。区划代码改为 371325115。

## 行政区划
东蒙镇下辖以下地区：
巨庄村、花坡村、龙雨庄村、小贤河村、白埠村、杨家庄村、石桥村、永目庄村、聂家沟村、北刘家庄村、太白庄村、北石沟村、家兴庄村、武家汇村、龙岗村、台乐庄村、新安庄村、东蒙村和保安庄村。